# M/S Regina Baltica
M/S Regina Baltica er en Cruisefærge ejet af det estiske rederi Tallink

## Historie
Færgen blev byggeet 1980 som M/S Viking Song sammen med søsterskibet M/S Viking Saga. De blev indsat i rute for Viking Line mellem Stockholm og Helsingfors.
1985 solgte Viking Line færgen, og var siden ejet af følgende rederier: 1980—1985: Ab Sally, 1985—1996: Fred. Olsen, 1996—1997: Nordström & Thulin, 1997—2002: Estonian Shipping Company og fra 2002: Tallink.
Fra 1985—1991 hed hun Braemar, og 1991—1996 Anna Karenina. Juni 1996 kom hun tilbage til Østersøen og blev omdøbt til Regina Baltica og kom i rute mellem Stockholm og Tallinn.
Efter at Estland i 2004 blev medlem af EU sejlede hun via Mariehamn for at kunne fortsætte salget af toldfrie varer.
Den 28. september 2005 gik Regina Baltica på grund i nærheden af havnen Kapellskär i Sverige. 2006 blev skibet permanent indsat på ruten Stockholm – Riga. I maj 2009 blev hun afløst af M/S Romantika.
I sommeren 2009 og 2010 blev hun indsat i Middelhavet mellem Almeria — Nador for Acciona Trasmediterránea.
Den 11. september 2010 kom Regina Baltica til i Vágur, Færøerne. Hun blev chartret af det færøske trafikselskab Strandfaraskip Landsins for fire uger. fra den 17. September sejlder hun på færgeruten fra Tórshavn til Tvøroyri så længe den regulere færge Smyril er i dok.
2011 sejlede Regina Baltica igen på ruten Almería (Nador (Marokko).
2012 blev hun ombygget til et hotelskib, først benyttet til opførelsen af offshore vindparken Sheringham Shoal Farm i England. I begyndelsen af 2013 blev skibet ombygget i Riga for det svenske offshore-servicefirma SWE Offshore Maritime og udrustet med en helikopterplatform. Ombord på skibet, der kan blive på havet indtil 40 dage, kan 200 personer anbringes i enmandskabiner. Skibet blev også benyttet som hotelskib til opførelsen af vindparken Bard Offshore 1 i den tyske del af Nordsøen.
Den 27. februar 2015 blev skibet solgt til SweOffshore. I februar 2017 blev skibet solgt til rederiet BaleàriaEurolineas Maritimas. I marts kom hun under Cyperns flag og hjemhavnen blev Limassol.
Siden juni 2017 besejler skibet ruten mellem Valencia og Mostaganem i Algeriet.Den 13. oktober 2017 opstod der i Valencia en brand i skibets maskinrum.
- M/S Viking Song i Stockholm, 1984
- M/S Braemar den 10 maj 1986
- M/S Baltica i Stockholm den 23 april 2006
- M/S Regina Baltica i Vágur den 12 sept. 2010
- M/S Regina Baltica in Vágsfjørður, Suðuroy den 17 sept. 2010
- Regina Baltica i Tallinn den 13 marts 2014